# 铅皮座
钓大鱼的时候，经常会因为鱼摆头瞬间发力造成线断掉，针对这个问题，特别生产这个强力伸缩换，利用中间的弹簧来缓冲鱼头造成的瞬间发力，让你的线经可能不被切断。